# 姫ヶ浜
姫ヶ浜（ひめがはま）は、愛媛県松山市長師（中島本島）にある海岸である。

## 利用
長さ約600mの砂浜は夏には海水浴客で賑わう。
トライアスロン中島大会のときは、スイムのスタート地点となる。
以前は、最寄の長師港に中島汽船のフェリー・高速艇が寄港していたが廃止されたので、神浦港又は大浦港を利用することになる。